# 沙塘口山
沙塘口山（英語：Bluff Island），又名甕缸洲，位於香港西貢火石洲以西，伙頭墳洲以南，屬甕缸群島一員。該島位於遠古糧船灣超級火山口內，擁有極豐富火山活動地貌特徵，現已列入香港聯合國教科文組織世界地質公園西貢火山岩園區的甕缸群島景區。

## 地形
長形的沙塘口山呈東北至西南座向，形態儼如一隻四爪伸張的烏龜。該島最高點略高於海拔140米。該島地勢不勻稱，東南部有一高山脊和布滿懸崖的海岸線，西北部較為平緩，朝岩岸傾側，這反映出海浪主要來自南方，朝南的一面遭受侵蝕，形成懸崖遍布的海岸線。東南沿岸的陡崖高140米，是全香港最高的海崖，展現了火山凝灰岩的柱狀節理的形狀。
島上有一海灘稱甕缸灣，於島南面有東海四大海蝕洞之一—沙塘口洞。四大海蝕洞中以沙塘口洞最狹窄，僅5米闊，高約25米，深度約80米。